# Sammy Martínez (Texas)
Sammy Martínez es un lugar designado por el censo ubicado en el condado de Starr en el estado estadounidense de Texas. En el Censo de 2010 tenía una población de 110 habitantes y una densidad poblacional de 135,26 personas por km².

## Geografía
Sammy Martínez se encuentra ubicado en las coordenadas 26°25′58″N 98°45′5″O / 26.43278, -98.75139. Según la Oficina del Censo de los Estados Unidos, Sammy Martínez tiene una superficie total de 0.81 km², de la cual 0.81 km² corresponden a tierra firme y (0%) 0 km² es agua.

## Demografía
Según el censo de 2010, había 110 personas residiendo en Sammy Martínez. La densidad de población era de 135,26 hab./km². De los 110 habitantes, Sammy Martínez estaba compuesto por el 100% blancos, el 0% eran afroamericanos, el 0% eran amerindios, el 0% eran asiáticos, el 0% eran isleños del Pacífico, el 0% eran de otras razas y el 0% pertenecían a dos o más razas. Del total de la población el 100% eran hispanos o latinos de cualquier raza.